# Jürgen Lemmerer (Fußballspieler, 2003)
Jürgen Lemmerer (* 6. März 2003) ist ein österreichischer Fußballspieler.

## Karriere

### Verein
Lemmerer begann seine Karriere beim WSV Liezen. Im März 2016 wechselte er in die Jugend des SK Sturm Graz, bei dem er ab der Saison 2017/18 auch in der Akademie spielte. Zur Saison 2019/20 wechselte er in die AKA Burgenland. Zur Saison 2021/22 wechselte er zum Bundesligisten TSV Hartberg, bei dem er einen bis Juni 2023 laufenden Vertrag erhielt.
Nachdem er zuvor schon zweimal im ÖFB-Cup gespielt hatte, debütierte Lemmerer im November 2021 in der Bundesliga, als er am 14. Spieltag jener Saison gegen den SK Austria Klagenfurt in der 83. Minute für David Stec eingewechselt wurde. Bis Saisonende kam er zu zwölf Bundesligaeinsätzen.
Im August 2022 wurde Lemmerer an den Zweitligisten SV Lafnitz verliehen. Für Lafnitz absolvierte er fünf Partien in der 2. Liga, ehe die Leihe im Februar 2023 vorzeitig beendet wurde. Danach trat er wieder vorrangig für die zweite Mannschaft der Hartberger in Erscheinung.
Nach drei Bundesligaeinsätzen zu Beginn der Saison 2023/24 wurde er im Jänner 2024 ein zweites Mal verliehen, diesmal an den Zweitligisten SKU Amstetten. Während der Leihe kam er zu 13 Zweitligaeinsätzen. Zur Saison 2024/25 kehrte er nicht mehr nach Hartberg zurück, sondern wechselte zum Regionalligisten SV Oberwart.

### Nationalmannschaft
Lemmerer spielte im Oktober 2017 erstmals für eine österreichische Jugendnationalauswahl.